# 鵜の子滝
鵜の子滝（うのこだき、うのこのたき）は、熊本県上益城郡山都町にある滝で、すぐ上流・上側にある鷹滝（たかだき）とあわせて二段滝になっている。一般的に出回っている写真は、滝の展望所からこの二つの滝を撮影したものが多い。
以前は、この場所までの交通が不便なため「幻の滝」と呼ばれていた。スケールは大きく、特に紅葉の季節は美しい。晴れた日中には虹も出るので良い絵になる。ただし谷は南向きであり、谷の奥まで日が差す時間が短いので訪問する時間は考慮されたい。

## 水・水質
滝に流れる河川は、通潤橋の下に流れて五老ヶ滝につながる五老ヶ滝川と笹原川が合流したもので、五老ヶ滝川は市街地を流れることから水質はあまりよくない。特に雨が少ない時期の水質は悪い。

## 周辺
滝の上流には、このほか幾つかの滝や淵があり、甌穴（おうけつ）と呼ばれる河床に穴が開いている広川原もある。ただ一般的には広報もされておらず、あまり知られていない。
滝の下流・滝つぼからすぐ近くで緑川と合流する。緑川のほうは水質が良く水の色や匂いが違う。
緑川の対岸・うなぎ滝側には集落から茶園を通って伸びる農道があり、そこから緑川河川の岩場を横切って滝つぼに行くことも可能（ただし増水時の河川の横断は危険）。

## 展望
滝の展望所は幾つかあり、そのうちの一箇所から山道を下って滝つぼにいたることも出来る。滝つぼ奥まで行きたい場合は河川を横切る必要があるので長靴が必要。滝つぼ近くまでであれば登山靴を用意のこと。川には木の橋の残がいがあり壊れているので渡るには危険を伴う。
滝の展望所からは下流側に、くまもとアートポリス構想によって架けられた鮎の瀬大橋を眺めることが出来る。また、うなぎ滝と呼ばれる滝も見ることが可能。
下流に当たる緑川渓谷は、緑川によって侵食された深いU字谷で、鵜の子の滝はそこにつながる支流にあたる。

## 交通アクセス
滝に通じる道は、2箇所から伸びているが通じておらず、それぞれ農道・林道であり、軽トラの幅くらいしか幅員がない。急坂も多く、冬季の降雪や路面凍結になれば、4駆+チェーンでないと交通は厳しい。
同町では通潤橋などと並び貴重な観光名所・観光資源だが、滝の散策道につながる自動車道路が狭く、普通車の離合や運転が不慣れな人はあまり奥まで入らないほうが賢明。なるべく大きな道路の横に停めておいたほうが無難である。
特に冬場の降雪期は、路面凍結や舗装した道幅がわかりにくくなるので注意が必要（現在、町は拡幅の改良工事を少しずつ行っているが、遅々として進んでいない）。

## 同名の滝
- うのこ滝（宮崎県五ヶ瀬町にある滝。混同を避けるためか、ひらがな記述が多い。）